# Benjamin Kogo
Benjamin Kipkurgat Arap Kogo (* 30. November 1944 in Arwos, Nandi District; † 20. Januar 2022 in Eldoret) war ein kenianischer Leichtathlet. Er wurde 1968 Olympiazweiter im 3000-Meter-Hindernislauf.

## Laufbahn
Kogo gewann bereits 1964 die Ostafrikameisterschaft im Hindernislauf. Bei den Olympischen Spielen 1964 schied er im Vorlauf aus. 1965 gewann er den Titel bei den ersten Afrikaspielen. Bei den British Empire and Commonwealth Games 1966 in Kingston, Jamaika, belegte er in 8:32,81 Minuten den dritten Platz hinter dem Neuseeländer Peter Welsh und dem Australier Kerry O’Brien. 1967 siegte Kogo erneut bei der Ostafrikameisterschaft; in diesem Jahr stellte er mit 8:31,6 Minuten seine persönliche Bestzeit auf. 1968 gewann Kogo zum dritten Mal bei der Ostafrikameisterschaft. Die höhengewohnten Kenianer gehörten bei den Olympischen Spielen 1968 in der Höhe von Mexiko-Stadt auf den Mittel- und Langstreckendisziplinen zu den Favoriten; über 3000 Meter Hindernis war Benjamin Kogo als stärkster Mann eingeschätzt. Im Vorlauf blieben nur er und sein Landsmann Amos Biwott unter neun Minuten. Im Finale führten Kogo und der Titelverteidiger Gaston Roelants das Feld an; Roelants fiel in der letzten Runde zurück, während Kogo mit dem US-Amerikaner George Young und Kerry O’Brien um den Sieg spurtete. Die drei Läufer erreichten auch in dieser Reihenfolge das Ziel, allerdings überholte Biwott auf der letzten halben Runde nahezu das gesamte Feld und siegte deutlich vor Kogo. Zwei Jahre später belegte Kogo bei den British Commonwealth Games 1970 in Edinburgh noch einmal den sechsten Platz. Bei einer Körpergröße von 1,75 m betrug sein Wettkampfgewicht 64 kg.
Im April 2021 wurde bei Kogo Prostatakrebs diagnostiziert. Am 20. Januar 2022 starb er im Alter von 77 Jahren.